# Signe Nesselmark
Ester Signe Louise Nesselmark, född den 25 november 1896 i Brunnby socken, Malmöhus län, död den 17 november 1950, var en svensk bibliotekarie. 

## Biografi
Signe Nesselmark avlade studentexamen vid Ebba Lundbergs högre läroverk för flickor i Helsingborg 1918, filosofie kandidatexamen i Lund 1921 och teologie kandidatexamen 1925. Hon företog resor i Tyskland, Tjeckoslovakien, Österrike, Belgien, Nederländerna, Norge och Danmark 1927-35, i Grekland, Egypten och Indien 1936-37, Kanada och USA 1938. 
Nesselmark blev extra ordinarie amanuens vid Lunds universitetsbibliotek 1921, ordinarie amanuens 1925, extra ordinarie bibliotekarie 1944. Hon var redaktör för avdelningen teologi och religionsvetenskap i Svensk Uppslagsboks 1:a upplaga 1929-37, i dess 2:a upplaga 1947-55. Utöver artiklar i Svensk Uppslagsbok publicerade hon en bibliografi över professor Hans Larssons skrifter 1927, kompletterad 1945.